# K League 2004
La K League 2004 fue la 22.ª temporada de la K League. Contó con la participación de trece equipos. El torneo comenzó el 3 de abril y terminó el 12 de diciembre de 2004.
El nuevo participante fue Incheon United. Además, Anyang LG Cheetahs pasó a competir oficialmente bajo la denominación de FC Seoul.
El campeón fue Suwon Samsung Bluewings, por lo que clasificó a la Liga de Campeones de la AFC 2005. Por otra parte, salió subcampeón Pohang Steelers. El segundo cupo para el máximo torneo continental fue para Busan I'Cons.

## Reglamento de juego
El torneo se dividió en dos etapas. Cada una de ellas se disputó en un formato de todos contra todos a una sola ronda, de manera tal que cada equipo debió jugar un partido contra sus otros doce contrincantes y quedar libre en una fecha. Una victoria se puntuaba con tres unidades, mientras que el empate valía un punto y la derrota, ninguno.
Para desempatar se utilizaron los siguientes criterios:
1. Puntos
2. Diferencia de goles
3. Goles anotados
4. Resultados entre los equipos en cuestión

Los ganadores de cada etapa, más los dos mejores de la tabla general ignorando a los mencionados en primer lugar, clasificaron a los play-off por el campeonato, que se decidieron de esta manera:
1. En las semifinales se enfrentaron cada vencedor de etapa ante un equipo clasificado mediante la tabla anual; en caso de que el marcador siguiera igualado al término del tiempo reglamentario, se jugaría una prórroga. En caso de que prosiguiera la paridad en el resultado, se ejecutaría una tanda de penales.
2. En la final se enfrentaron los ganadores de las semifinales, pero aquí se definiría en dos partidos. Si el marcador global siguiera igualado al término del tiempo reglamentario de la vuelta, se disputaría una prórroga. Finalmente, en caso de que prosiguiera la paridad en el resultado, se ejecutaría una tanda de penales.

## Tabla de posiciones

### Primera etapa
| Pos. | Equipo                  | Pts. | PJ | G | E | P | GF | GC | Dif. | Clasificación                                |
| ---- | ----------------------- | ---- | -- | - | - | - | -- | -- | ---- | -------------------------------------------- |
| 1    | Pohang Steelers         | 23   | 12 | 6 | 5 | 1 | 16 | 12 | +4   | Clasificado a los play-off por el campeonato |
| 2    | Jeonbuk Hyundai Motors  | 20   | 12 | 5 | 5 | 2 | 16 | 9  | +7   |                                              |
| 3    | Ulsan Hyundai Horang-i  | 20   | 12 | 5 | 5 | 2 | 11 | 8  | +3   |                                              |
| 4    | Suwon Samsung Bluewings | 18   | 12 | 5 | 3 | 4 | 19 | 16 | +3   |                                              |
| 5    | FC Seoul                | 16   | 12 | 3 | 7 | 2 | 12 | 10 | +2   |                                              |
| 6    | Chunnam Dragons         | 15   | 12 | 3 | 6 | 3 | 17 | 13 | +4   |                                              |
| 7    | Gwangju Sangmu Phoenix  | 15   | 12 | 3 | 6 | 3 | 11 | 12 | −1   |                                              |
| 8    | Seongnam Ilhwa Chunma   | 15   | 12 | 4 | 3 | 5 | 13 | 16 | −3   |                                              |
| 9    | Busan I'Cons            | 14   | 12 | 2 | 8 | 2 | 7  | 8  | −1   |                                              |
| 10   | Daegu FC                | 12   | 12 | 3 | 3 | 6 | 19 | 19 | 0    |                                              |
| 11   | Daejeon Citizen         | 12   | 12 | 2 | 6 | 4 | 9  | 11 | −2   |                                              |
| 12   | Bucheon SK              | 11   | 12 | 1 | 8 | 3 | 7  | 12 | −5   |                                              |
| 13   | Incheon United          | 9    | 12 | 2 | 3 | 7 | 9  | 20 | −11  |                                              |

 Fuente: South Korea 2004

### Segunda etapa
| Pos. | Equipo                  | Pts. | PJ | G | E | P | GF | GC | Dif. | Clasificación                                |
| ---- | ----------------------- | ---- | -- | - | - | - | -- | -- | ---- | -------------------------------------------- |
| 1    | Suwon Samsung Bluewings | 23   | 12 | 7 | 2 | 3 | 12 | 8  | +4   | Clasificado a los play-off por el campeonato |
| 2    | Chunnam Dragons         | 22   | 12 | 6 | 4 | 2 | 12 | 7  | +5   |                                              |
| 3    | Ulsan Hyundai Horang-i  | 21   | 12 | 6 | 3 | 3 | 11 | 6  | +5   |                                              |
| 4    | Incheon United          | 17   | 12 | 4 | 5 | 3 | 11 | 9  | +2   |                                              |
| 5    | FC Seoul                | 17   | 12 | 4 | 5 | 3 | 8  | 7  | +1   |                                              |
| 6    | Busan I'Cons            | 16   | 12 | 4 | 4 | 4 | 14 | 11 | +3   |                                              |
| 7    | Daegu FC                | 16   | 12 | 4 | 4 | 4 | 11 | 12 | −1   |                                              |
| 8    | Gwangju Sangmu Phoenix  | 14   | 12 | 3 | 5 | 4 | 7  | 8  | −1   |                                              |
| 9    | Seongnam Ilhwa Chunma   | 14   | 12 | 3 | 5 | 4 | 10 | 12 | −2   |                                              |
| 10   | Bucheon SK              | 14   | 12 | 3 | 5 | 4 | 12 | 15 | −3   |                                              |
| 11   | Daejeon Citizen         | 14   | 12 | 4 | 2 | 6 | 9  | 15 | −6   |                                              |
| 12   | Jeonbuk Hyundai Motors  | 12   | 12 | 3 | 3 | 6 | 7  | 9  | −2   |                                              |
| 13   | Pohang Steelers         | 9    | 12 | 2 | 3 | 7 | 7  | 12 | −5   |                                              |

 Fuente: South Korea 2004

### General
| Pos. | Equipo                      | Pts. | PJ | G  | E  | P  | GF | GC | Dif. | Clasificación |
| ---- | --------------------------- | ---- | -- | -- | -- | -- | -- | -- | ---- | --- |
| 1    | Ulsan Hyundai Horang-i      | 41   | 24 | 11 | 8  | 5  | 22 | 14 | +8   | Clasificado a los play-off por el campeonato                                                                        |
| 2    | Suwon Samsung Bluewings (C) | 41   | 24 | 12 | 5  | 7  | 31 | 24 | +7   | Clasificado a los play-off por el campeonato a la Liga de Campeones de la AFC 2005 y a la Copa de Campeones A3 2005 |
| 3    | Chunnam Dragons             | 37   | 24 | 9  | 10 | 5  | 29 | 20 | +9   | Clasificado a los play-off por el campeonato                                                                        |
| 4    | FC Seoul                    | 33   | 24 | 7  | 12 | 5  | 20 | 17 | +3   | |
| 5    | Jeonbuk Hyundai Motors      | 32   | 24 | 8  | 8  | 8  | 23 | 18 | +5   | |
| 6    | Pohang Steelers             | 32   | 24 | 8  | 8  | 8  | 23 | 24 | −1   | Clasificado a los play-off por el campeonato y a la Copa de Campeones A3 2005                                       |
| 7    | Busan I'Cons                | 30   | 24 | 6  | 12 | 6  | 21 | 19 | +2   | Clasificado a la Liga de Campeones de la AFC 2005                                                                   |
| 8    | Gwangju Sangmu Phoenix      | 29   | 24 | 6  | 11 | 7  | 18 | 20 | −2   | |
| 9    | Seongnam Ilhwa Chunma       | 29   | 24 | 7  | 8  | 9  | 23 | 28 | −5   | |
| 10   | Daegu FC                    | 28   | 24 | 7  | 7  | 10 | 30 | 31 | −1   | |
| 11   | Daejeon Citizen             | 26   | 24 | 6  | 8  | 10 | 18 | 26 | −8   | |
| 12   | Incheon United              | 26   | 24 | 6  | 8  | 10 | 20 | 29 | −9   | |
| 13   | Bucheon SK                  | 25   | 24 | 4  | 13 | 7  | 19 | 27 | −8   | |

 Fuente: South Korea 2004
Notas:
1. ↑  Busan I'Cons se clasificó para la Liga de Campeones de la AFC 2005 al ganar la Copa FA de Corea 2004.

## Play-off por el campeonato

### Cuadro de desarrollo
|  | Semifinales             | Semifinales    |                 |                             | Final               | Final               | Final               |  |
|  | 5 de diciembre          | 5 de diciembre |                 |                             | 8 y 12 de diciembre | 8 y 12 de diciembre | 8 y 12 de diciembre |  |
|  |                         |                |                 |                             |                     |                     |                     |  |
|  |                         |                |                 |                             |                     |                     |                     |  |
|  | Suwon Samsung Bluewings | 1              |                 |                             |                     |                     |                     |  |
|  | Suwon Samsung Bluewings | 1              |                 |                             |                     |                     |                     |  |
|  | Chunnam Dragons         | 0              |                 |                             |                     |                     |                     |  |
|  | Chunnam Dragons         | 0              |                 | Suwon Samsung Bluewings (p) | 0                   | 0 (4)               |                     |  |
|  |                         |                |                 | Suwon Samsung Bluewings (p) | 0                   | 0 (4)               |                     |  |
|  |                         |                | Pohang Steelers | 0                           | 0 (3)               |                     |                     |  |
|  | Pohang Steelers         | 1              | Pohang Steelers | 0                           | 0 (3)               |                     |                     |  |
|  | Pohang Steelers         | 1              |                 |                             |                     |                     |                     |  |
|  | Ulsan Hyundai Horang-i  | 0              |                 |                             |                     |                     |                     |  |
|  | Ulsan Hyundai Horang-i  | 0              |                 |                             |                     |                     |                     |  |
|  |                         |                |                 |                             |                     |                     |                     |  |

### Semifinales
| 5 de diciembre de 2004 | Suwon Samsung Bluewings | 1:0 (1:0) | Chunnam Dragons | Estadio Mundialista, Suwon      |                                 |
|                        | Musa 4'                 | Reporte   |                 | Asistencia: 26.445 espectadores | Asistencia: 26.445 espectadores |

| 5 de diciembre de 2004 | Pohang Steelers | 1:0 (1:0) | Ulsan Hyundai Horang-i | Estadio Steel Yard, Pohang      |                                 |
|                        | Andrezinho 36'  | Reporte   |                        | Asistencia: 18.237 espectadores | Asistencia: 18.237 espectadores |

### Final
| Ida; 8 de diciembre de 2004 | Pohang Steelers | 0:0     | Suwon Samsung Bluewings | Estadio Steel Yard, Pohang      |                                 |
|                             |                 | Reporte |                         | Asistencia: 15.206 espectadores | Asistencia: 15.206 espectadores |

| Vuelta; 12 de diciembre de 2004 | Suwon Samsung Bluewings | 0:0 (t. s.)(4:3 p.) | Pohang Steelers | Estadio Mundialista, Suwon      |                                 |
|                                 |                         | Reporte             |                 | Asistencia: 36.490 espectadores | Asistencia: 36.490 espectadores |

## Campeón
|                                             |
|                                             |
| Campeón Suwon Samsung Bluewings 3.er título |